# Coelioxys hosoba
Coelioxys hosoba là một loài Hymenoptera trong họ Megachilidae. Loài này được Nagase mô tả khoa học năm 2003.